# Schloss Reinach

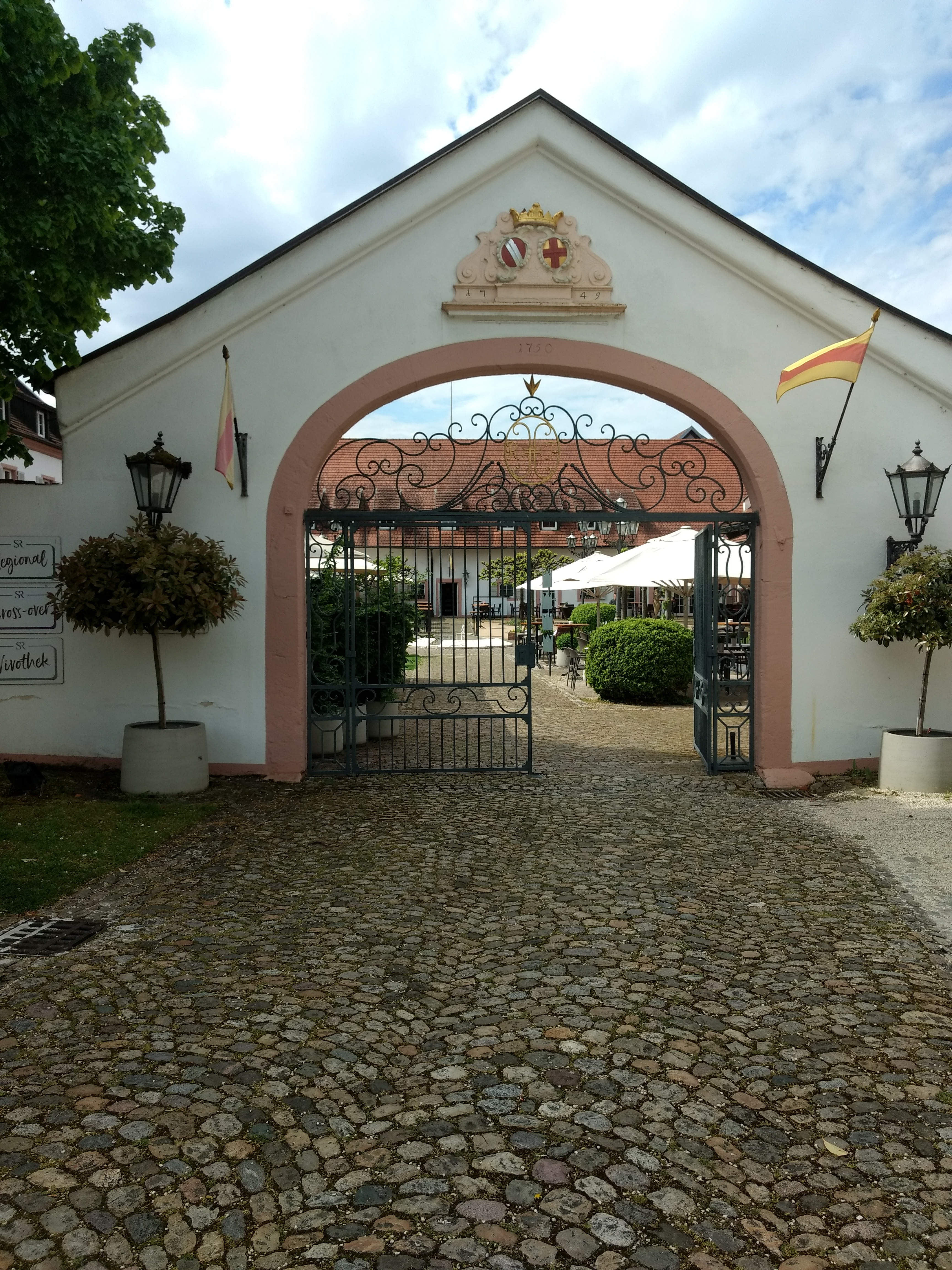
Schloss Reinach

Schloss Reinach (Südbaden) ist eine Hotel- und Restaurantanlage am Fuße des Tunibergs in Munzingen, dem südlichsten Stadtteil Freiburgs.

## Geschichte

### Entstehung
Schloss Reinach taucht erstmals in einer Urkunde im 17. Jahrhundert auf. Erbaut als Gutshof entstand es neben einem im Dreißigjährigen Krieg zum Teil zerstörten Wasserschloss. Von diesem Wasserschloss ist heute nur noch ein Rundturm erhalten.
Anlass für die urkundliche Erwähnung von Schloss Reinach war die Hochzeit der Edelleute Hans Adam von Pforr und Maria Cleopha von Reinach. Diese stiftete auch 1626 den Taufstein in der St. Stephanskirche von Munzingen und gab damit ein erstes Zeichen von der Existenz der Familie. Auf dem Taufstein sind neben der Jahreszahl 1626 ebenfalls die Wappen der Familien von Pforr und von Reinach zu sehen. Maria Cleopha war eine bedeutende Persönlichkeit und vermachte nach zweiter Eheschließung das gesamte Vermögen ihrem Neffen Beat Melchior von Reinach.

### Familie von Kageneck
Etwa um 1750 ging das Anwesen in den Besitz der Familie von Kageneck über. Die näheren Umstände sind jedoch unbekannt. Durch den 250-jährigen Besitz der Familie von Kageneck lassen sich viele bauliche Merkmale bis heute verfolgen. Als Gutshof wurde Schloss Reinach vornehmlich landwirtschaftlich genutzt.
Im Jahr 1870 zerstörte ein Brand den Gutshof fast vollständig, so dass bauliche Neuerungen erforderlich waren. Bis zum Jahre 1969 war das gesamte Anwesen als einer der größten Gutshöfe in der Region noch voll im Betrieb.

## Hotel- und Restaurantanlage
Im Jahr 1991 wurde das gesamte Anwesen restauriert und als Hotelanlage, Restaurant und Tagungszentrum im Jahr 1993 eröffnet.  Bereits nach kurzer Zeit kam die Betreibergesellschaft jedoch in finanzielle Schwierigkeiten und Schloss Reinach wurde fast drei Jahre lang von einer Insolvenzverwaltung geführt. 2007 ging das Hotel in den Besitz des Gastronomen- und Hotelierehepaars René und Beatrix Gessler über, die die gesamte Hotelanlage modernisierten und erweiterten. Das Hotel wird unter anderem von Golfern genutzt, zudem finden kulturelle Veranstaltungen statt. Auf dem Gelände finden sich mehrere Restaurants. Das Restaurant Herrehus wurde im Guide Michelin ab 2014 mit einem Stern aufgeführt, Ende 2019 gaben die Besitzer eine Änderung des Gastronomiekonzepts unter Verzicht auf den Stern bekannt.